# Complete Set Limited Box
Complete Set Limited Box là một album tổng hợp của nhóm nhạc nam Tohoshinki. Nó là một tập hợp hoàn chỉnh của hai album tổng hợp nữa được phát hành bởi Rhythm Zone vào ngày 30 tháng 6 năm 2010. chỉ hai tháng sau khi 3 thành viên Jejung, Yuchun và Junsu rời khỏi nhóm. Album thứ nhất trong tập hợp này, Complete: Single A-Side Collection là tuyển tập những ca khúc A-side được nhóm phát hành kể từ khi ra mắt vào tháng 4 năm 2005. Album còn lại, Single B-Side Collection chứa 12 bài nhạc B-side phổ biến phát hành trong những năm hoạt động.
Cả hai album này được phát hành chung một phiên bản duy nhất Complete Set Limited Box, cũng được phát hành ngày 30 tháng 6 năm 2010. Phiên bản giới hạn này có kèm theo 1.000 miếng ghép hình.

## Thành tích tiêu thụ
Complete: Single A-Side Collection khởi đầu ở vị trí thứ ba trên Oricon Albums Chart với 106.265 bản được bán ra trong vòng 16 tuần. Cộng với việc tiêu thụ thêm 100.000 bản ra thị trường quốc tế, album đã được chứng nhận Gold vào tháng 6 năm 2010. Single B-Side Collection cũng đứng vị trí thứ tư trên bảng xếp hạng với số lượng bán được là 100.729 bản trong 13 tuần.

## Danh sách bài hát

### Complete: Single A-Side Collection
| CD 1             | CD 1                                | CD 1                            | CD 1             | CD 1       |
| STT              | Nhan đề                             | Phổ lời                         | Phổ nhạc         | Thời lượng |
| ---------------- | ----------------------------------- | ------------------------------- | ---------------- | ---------- |
| 1.               | "HUG" (International Ver.)          | Kenn Kato                       | Chang-Hyun Park  | 4:08       |
| 2.               | "Stay With Me Tonight"              | Yoshimitsu Sawamoto, Mai Osanai | Kei Haneoka      | 4:42       |
| 3.               | "Somebody To Love"                  | Yoshimitsu Sawamoto, Mai Osanai | Kei Haneoka      | 4:50       |
| 4.               | "My Destiny"                        | Mai Osanai                      | Akihisa Matsuura | 5:14       |
| 5.               | "明日は来るから" (Asu Wa Kuru Kara) | Takeshi Senoo, Mai Osanai       | Takeshi Sanoo    | 5:14       |
| 6.               | "Rising Sun"                        | m.c.A・T                        | Yoo Young Jin    | 4:42       |
| 7.               | "Heart, Mind and Soul"              | Kiyoshi Matsuo, S.O.S           | S.O.S            | 5:11       |
| 8.               | "Begin"                             | Mai Osanai                      | Jin Nakamura     | 5:34       |
| 9.               | "Sky"                               | H.U.B                           | h-wonder         | 5:34       |
| 10.              | "miss you"                          | H.U.B                           | Daisuke Suzuki   | 4:45       |
| 11.              | "'O'-Sei Han Gō"                    | H.U.B                           | Yoo Young Jin    | 4:17       |
| 12.              | "Step by Step"                      | H.U.B                           | Kazuhiro Hara    | 4:26       |
| 13.              | "Choosey Lover"                     | Yoko Hiji                       | Ryuichiro Yamaki | 4:36       |
| 14.              | "Lovin' you"                        | H.U.B.                          | Mikio Sakai      | 5:51       |
| 15.              | "Summer Dream"                      | H.U.B                           | Tatta Works      | 5:00       |
| Tổng thời lượng: | Tổng thời lượng:                    | Tổng thời lượng:                | Tổng thời lượng: | 74:04      |

| CD 2             | CD 2                           | CD 2             | CD 2                                                                | CD 2       |
| STT              | Nhan đề                        | Phổ lời          | Phổ nhạc                                                            | Thời lượng |
| ---------------- | ------------------------------ | ---------------- | ------------------------------------------------------------------- | ---------- |
| 1.               | "Song for you"                 | H.U.B            | Kazujiro Hara                                                       | 4:31       |
| 2.               | "Love in the Ice"              | Ryoji Sonoda     | Daisuke Suzuki                                                      | 5:21       |
| 3.               | "SHINE"                        | H.U.B            | REO                                                                 | 4:35       |
| 4.               | "Ride on"                      | H.U.B            | Philippe-Marc Anquetil, Christopher Lee-Joe, Iain James Farquharson | 3:32       |
| 5.               | "Forever Love"                 | Ryoji Sonoda     | Ichiro Fujiya                                                       | 6:01       |
| 6.               | "Together"                     | H.U.B            | Hiroaki Hara                                                        | 5:25       |
| 7.               | "Purple Line"                  | Ryoji Sonoda     | Yoo Han Jin, JJ650, Yoo Young Jin, Larry Taylor                     | 3:16       |
| 8.               | "Two hearts"                   | H.U.B            | AKIRA                                                               | 4:21       |
| 9.               | "WILD SOUL" (Changmin solo)    | Ryoji Sonoda     | corin                                                               | 4:03       |
| 10.              | "Runaway"                      | H.U.B            | AKIRA                                                               | 3:30       |
| 11.              | "My Girlfriend" (Yoochun solo) | YUCHUN           | Jun Suyama                                                          | 4:10       |
| 12.              | "If...!?"                      | H.U.B            | AKIRA                                                               | 3:35       |
| 13.              | "Rainy Night" (Junsu solo)     | H.U.B            | JUNSU                                                               | 4:19       |
| 14.              | "Close to you"                 | H.U.B            | AKIRA                                                               | 3:29       |
| 15.              | "Crazy Life" (Yunho solo)      | H.U.B            | Philippe-Marc Anquetil, Christopher Lee-Joe, Marcus Johnson         | 4:11       |
| 16.              | "Keyword"                      | H.U.B            | AKIRA                                                               | 4:52       |
| 17.              | "Maze" (Jaejoong solo)         | Ryoji Sonoda     | Fujiya Ichiro                                                       | 4:39       |
| Tổng thời lượng: | Tổng thời lượng:               | Tổng thời lượng: | Tổng thời lượng:                                                    | 73:50      |

| CD 3             | CD 3                                          | CD 3              | CD 3                                                       | CD 3       |
| STT              | Nhan đề                                       | Phổ lời           | Phổ nhạc                                                   | Thời lượng |
| ---------------- | --------------------------------------------- | ----------------- | ---------------------------------------------------------- | ---------- |
| 1.               | "Beautiful You"                               | H.U.B.            | Steve Smith, Anthony Anderson, Joleen Belle                | 4:39       |
| 2.               | "Sennen Koi Uta"                              | H.U.B             | Joe Hisaishi                                               | 4:02       |
| 3.               | "Dōshite Kimi o Suki ni Natte Shimattandarō?" | Lambsey           | Fredrik"Fredro"Odesjo, Sylvia Bennett-Smith, Mats Berntoft | 3:20       |
| 4.               | "Jumon -MIROTIC-"                             | Ryoji Sonoda      | Sigvardt Mikkel Remee, Secon Lucas, Troelsen Thomas        | 3:32       |
| 5.               | "Bolero"                                      | Lambsey           | Daisuke Suzuki, Tomita Keiichi                             | 5:58       |
| 6.               | "Kiss The Baby Sky"                           | YUCHUN            | YUCHUN                                                     | 3:55       |
| 7.               | "Wasurenaide"                                 | JEJUNG            | JEJUNG, Kim Young Hu                                       | 5:23       |
| 8.               | "Survivor"                                    | H.U.B             | Iain James, Robert Habolin, Adam Powers                    | 3:15       |
| 9.               | "Share The World"                             | H.U.B             | Kenichi Maeyamada                                          | 3:27       |
| 10.              | "We Are!"                                     | Seiko Fujibayashi | Kohei Tanaka                                               | 3:37       |
| 11.              | "Stand by U"                                  | Shinjiro Inoue    | UTA, REO                                                   | 5:56       |
| 12.              | "BREAK OUT!"                                  | masumi, H.U.B.    | masumi                                                     | 3:59       |
| 13.              | "Toki Wo Tomete"                              | Shinjiroh Inoue   | Ichiro Fujiya                                              | 5:35       |
| Tổng thời lượng: | Tổng thời lượng:                              | Tổng thời lượng:  | Tổng thời lượng:                                           | 56:40      |

### Single B-Side Collection
| STT              | Nhan đề                             | Phổ lời                    | Phổ nhạc                                                                         | Thời lượng |
| ---------------- | ----------------------------------- | -------------------------- | -------------------------------------------------------------------------------- | ---------- |
| 1.               | "Try My Love"                       | Masaya Wada Kiyoshi Matsuo | Masaya Wada Sawamoto Yoshimitsu                                                  | 4:03       |
| 2.               | "言葉はいらない" (Kotoba wa Iranai) | Jun Tatsutano              | Masaya Wada                                                                      | 4:35       |
| 3.               | "Eternal"                           | Ryoji Sonoda               | Kosuke Morimoto                                                                  | 4:35       |
| 4.               | "The Way U Are" (Japanese version)  | Hiroshi Yamada             | Robert Zuddas Hwang Seong-je                                                     | 3:28       |
| 5.               | "High Time"                         | jam                        | Masataka Kitaura                                                                 | 4:03       |
| 6.               | "NO PAIN NO GAIN"                   | H.U.B.                     | Tatta Works                                                                      | 3:49       |
| 7.               | "PROUD"                             | Ryoji Sonoda               | Jin Nakamura                                                                     | 5:12       |
| 8.               | "Gosenshi"                          | H.U.B.                     | velvetronica AKIRA                                                               | 4:59       |
| 9.               | "Day Moon ～Harudal～"              | H.U.B.                     | Kenzie                                                                           | 3:56       |
| 10.              | "Box in the ship"                   | H.U.B.                     | Philippe-Marc Anquetil Iain James Farqharson Marcus Killian Yacine Azeggagh AILI | 4:12       |
| 11.              | "Take Your Hands"                   | Ryoji Sonoda               | Steve Smith Anthony Anderson Jenson David Aubrey Vaughan Creig Smart             | 3:21       |
| 12.              | "Tea for Two"                       | H.U.B.                     | Ichiro Fujiya Manao Doi                                                          | 4:39       |
| Tổng thời lượng: | Tổng thời lượng:                    | Tổng thời lượng:           | Tổng thời lượng:                                                                 | 50:52      |

## Xếp hạng
| Chart (2010)                   | Thứ hạng cao nhất | Thứ hạng cao nhất |
| Chart (2010)                   | A-Side            | B-Side            |
| ------------------------------ | ----------------- | ----------------- |
| Oricon Album Chart (Nhật)      | 3                 | 4                 |
| Gaon Album Chart (Hàn)         | 8                 | 7                 |
| G-Music Album Chart (Đài Loan) | 12                | 18                |

## Chứng nhận
| Quốc gia                                  | Chứng nhận | Số đơn vị/doanh số chứng nhận |
| ----------------------------------------- | ---------- | ----------------------------- |
| Nhật Bản (RIAJ)                           | Gold       | 100.000^                      |
| ^ Chứng nhận dựa theo doanh số nhập hàng. |            |                               |

## Ngày phát hành
| Quốc gia  | Ngày phát hành           | Định dạng | Hãng đĩa         |
| --------- | ------------------------ | --------- | ---------------- |
| Nhật Bản  | Ngày 30 tháng 6 năm 2010 | CD        | rhythm zone      |
| Hàn Quốc  | Ngày 9 tháng 7 năm 2010  | CD        | SM Entertainment |
| Đài Loan  | Ngày 9 tháng 7 năm 2010  | CD        | SM Entertainment |
| Hồng Kông | Ngày 15 tháng 7 năm 2010 | CD        | Avex Asia        |